# Ершова (Карелия)
Ершо́ва — деревня в Пудожском районе Республики Карелия, входит в состав Кривецкого сельского поселения. Комплексный памятник истории.

## География
Деревня находится на северном берегу Колодозеро.

## Население
| 2002 | 2010 | 2013 |
| ---- | ---- | ---- |
| 0    | →0   | →0   |

## Достопримечательности
В центре деревни сохраняется часовня (XIX век).